# You Rock My World
You Rock My World is een nummer van de zanger Michael Jackson. Het was de eerste single afkomstig van het album Invincible. In vele landen behaalde het lied de eerste plek in de hitlijsten. In Nederland kwam het tot nummer 3. Zijn eerste top 3-single sinds Scream uit 1995. Het nummer werd genomineerd voor een Grammy Award in 2002.
In het nummer worden alle instrumenten bespeeld door Michael Jackson en Rodney Jerkins en is voornamelijk geschreven door LaShawn Daniels. Het nummer werd opgenomen in een studio in Los Angeles in de periode juli-september in 2000.

## Achtergrond
- Voorjaar 2000 - De tekst wordt geschreven.
- Augustus 2000 - Het nummer opgenomen.
- Midden 2001 - De videoclip wordt opgenomen.
- Augustus 2001 - You Rock My World wordt uitgegeven als single
- September 2001 - You Rock My World is een groot succes
- Oktober 2001 - You Rock My Word wordt op Michaels tiende album Invincible gezet.

## Videoclip
De videoclip van You Rock My World ging in première op 21 september 2001. In de Verenigde Staten werd dit uitgesteld tot 26 september, vanwege de aanslagen op New York op 11 september.
Zoals andere videoclips van Michael Jackson, is het niet echt een clip, maar eerder een korte film, gebaseerd op een verhaal geschreven door Jackson en Paul Hunter. In het verhaal zien Michael Jackson en Chris Tucker een aantrekkelijke vrouw (Kishaya Dudley), die ze volgen tot in een nachtclub (Waterfront Hotel, als verwijzing naar de beroemde film met Marlon Brando die in deze clip de eigenaar van de club speelt). Het is duidelijk dat de twee niet gewild zijn in de clip, en het lijkt erop dat de vrouw al een relatie heeft (Michael Madsen). Toch wil Jackson de vrouw ontmoeten.
Jackson zingt You Rock My World als een serenade voor de vrouw, terwijl hij zijn beroemde danspasjes uitvoert. Daarna wordt hij uitgedaagd voor een gevecht door een van de stamgasten van de club (Billy Drago). Als die vraagt show me what you got, begint Jackson een geheel dansnummer, waarna Drago opmerkt is that all you got? You ain't nothin' . Dan slaat Jackson Drago, waarna de club in brand vliegt. Als het gebouw geëvacueerd is, vindt hij de aantrekkelijke vrouw, waarna de twee wegrijden in een auto.

## Singles
Cd-single
1. You Rock My World - 5:39
2. You Rock My World (Radio Edit) - 4:25
3. You Rock My World (Instrumental) - 5:07
4. You Rock My World (a capella) - 4:47

Europese single, cassette and Australische single
1. Intro – 0:32
2. "You Rock My World" (Album edit) – 5:07
3. "You Rock My World" (Radio edit) – 4:25
4. "You Rock My World" (Instrumental) – 5:07
5. "You Rock My World" (a capella) – 5:01

Cd-promo
1. Intro - 0:32
2. "You Rock My World" (Album edit) - 5:07
3. "You Rock My World" (Radio Edit) - 4:25

12" 1
1. Intro – 0:32
2. "You Rock My World" (Album edit) – 5:07
3. "You Rock My World" (Instrumental) – 5:07
4. "You Rock My World" (a capella) – 5:01

12" 2
1. "You Rock My World" (Track Masters Remix - Feat Jay-Z) - 3:45

Japan cd-promo
1. Intro - 0:32
2. You Rock My World - 5:39

VHS-promo
1. You Rock My World [Music video Short] - 10:26
2. You Rock My World [Music video Extended] - 13:44